# 石勒城遗址
石勒城遗址，位于山西省长治市襄垣县城东北二十八公里的西营镇城底村北，是中华人民共和国山西省文物保护单位之一。
1996年1月12日，授予山西省文物保护单位，是一座古遗址。